# Brandon Copeland
Brandon Copeland (1996) es un deportista australiano que compitió en triatlón. Ganó cuatro medallas en el Campeonato de Oceanía de Triatlón entre los años 2018 y 2025.

## Palmarés internacional
| Campeonato de Oceanía | Campeonato de Oceanía   | Campeonato de Oceanía | Campeonato de Oceanía |
| Año                   | Lugar                   | Medalla               | Prueba                |
| --------------------- | ----------------------- | --------------------- | --------------------- |
| 2018                  | Glenelg (Australia)     | Medalla de plata      | Relevo mixto          |
| 2019                  | Moreton Bay (Australia) | Medalla de oro        | Individual            |
| 2024                  | Taupo (Nueva Zelanda)   | Medalla de bronce     | Individual            |
| 2025                  | Devonport (Australia)   | Medalla de oro        | Individual            |